# Vasili Sedliar
Vasili Teofanovici Sedliar (în ucraineană Васи́ль Теофанович Седля́р – n. 12 aprilie 1899, Kristivka, Raionul Mirhorod — d. 13 iulie 1937, Kiev) a fost artist plastic, pictor, designer, ilustrator și profesor de artă ucrainean, executat în timpul Marii Epurări staliniste, cunoscută și ca Marea Teroare sau Ejovșcina.
Vasili Teofanovici Sedliar a fost cunoscut în timpul său și pentru lucrările sale de ceramică și faianță.

## Biografie

### Familie
S-a născut într-o familie de țărani, la Kristivka, Raionul Mirhorod.

### Studii
Din 1915 până în 1919, a studiat la Școala de Artă din Kiev, apoi, din 1919 până în 1923, la Academia de Arte de Stat din Ucraina (care era atunci denumită Republica Sovietică Socialistă Ucraineană sau, pe scurt, R.S.S. Ucraineană) sub conducerea artistului vizual, monumentalistul Mihailo Boiciuk (Boychuk). Mai târziu, a devenit unul dintre cei mai apropiați asociați și colaboratori ai lui Boiciuk.
A fost unul dintre fondatorii Asociației de Artă Revoluționară din Ucraina (acronim, ARMU) și a ocupat mai multe funcții didactice, printre care se pot menționa, cele de la Colegiul de Artă și Ceramică Mezhyhirska (1923 - 1928), Institutul Tehnologic de Ceramică și Sticlă (1928 - 1930) și Academia Națională, instituție cunoscută atunci ca Institutul de Artă din Kiev {1930 - 1936).
Printre lucrările sale cele mai cunoscute au fost picturile murale de la Teatrul Dramatic Ucrainean de Stat Cervonozavodsk [uk], care au fost ulterior distruse.

### Arestare, execuție
A fost arestat la domiciliul său din Harkov de către NKVD, în 1936, sub acuzația de „spionaj și diverse activități contrarevoluționare.”  Acuzațiile erau bazate pe o călătorie în Germania, Franța și Italia, pe care o făcuse cu Boychuk în 1927. A fost dus la o închisoare din Kiev, a mărturisit sub tortură și a fost executat de un pluton de execuție la 13 iulie 1937, împreună cu Boiciuk și pictorul Ivan Padalka. A fost reabilitat în 1958.

## Recunoaștere postumă
În 2009, editura Dukh i Litera (Spiritul și litera) a lansat o nouă ediție a Kobzar de Taras Shevchenko, cu toate cele optsprezece ilustrații originale ale lui Sedliar, unele colorate.  În același an, la Muzeul Național de Artă al Ucrainei a avut loc o expoziție cu lucrările sale care au supraviețuit stalinismului extrem.

## Galerie

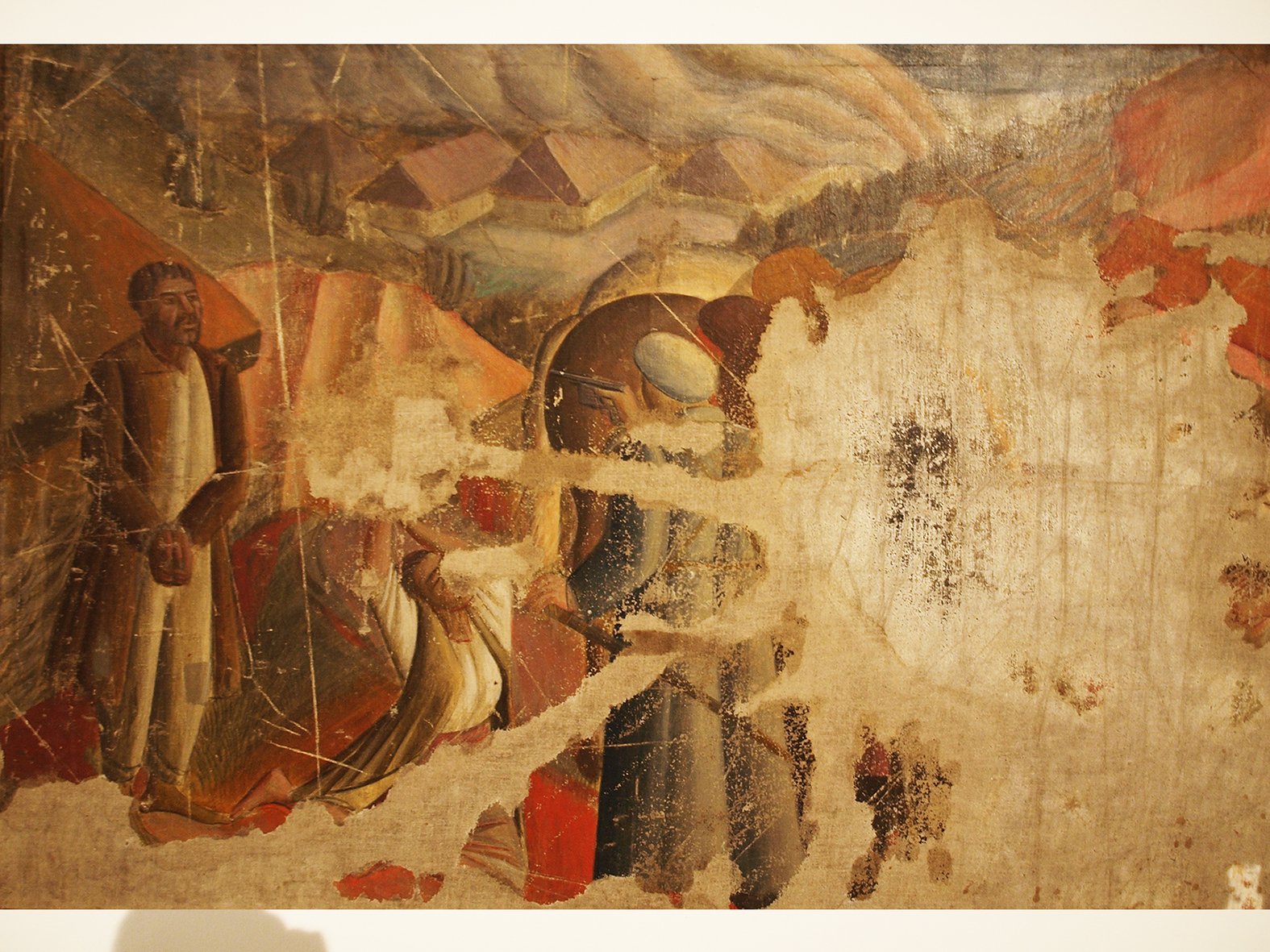
Pictura pe jumătate distrusă a lui Vasili Seidlar, intitulată Împușcături în Mezhyhirya - tempera pe pânză - (1927)
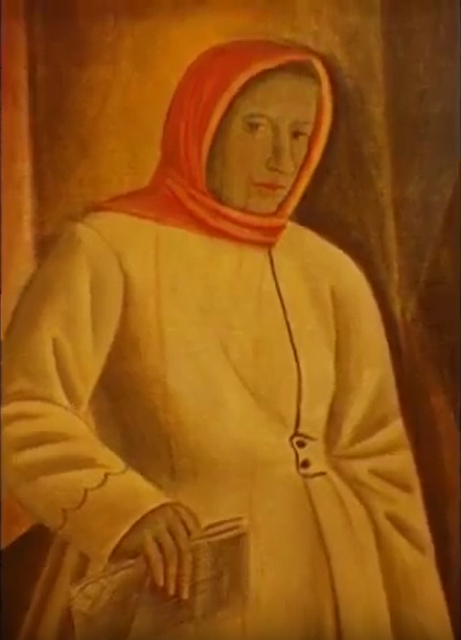
Portretul Oksanei Pavlenko (1927 - 1928)
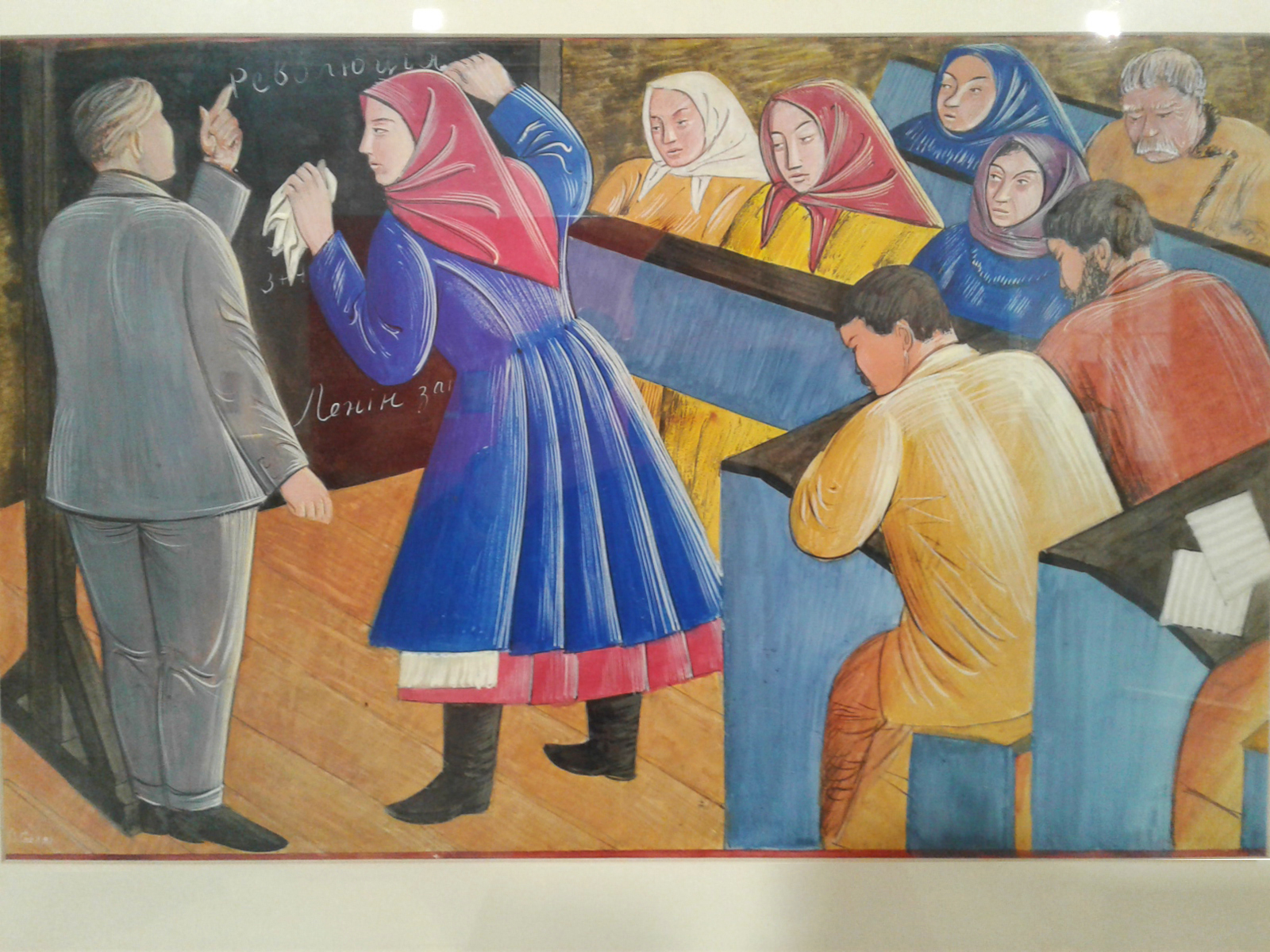
Vasili Teofanovici Sedliar — “At the school there is a problem” — La școală există o problemă - Cândva între anii 1920 și începutul anilor 1930 (în plin Realism socialist)
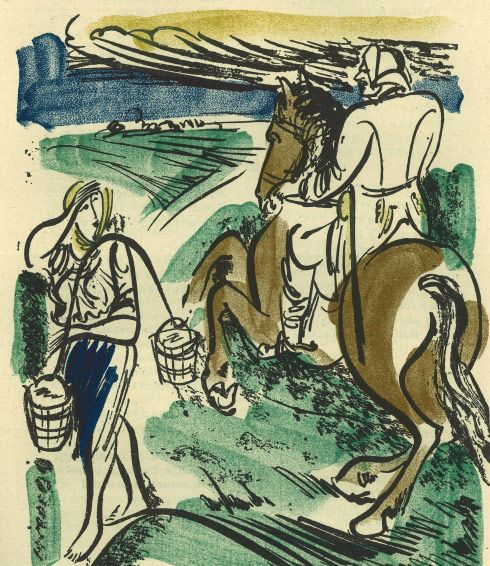
Ilustrație pentru editarea volumului Kobzar de Taras Șevcenko (între 1931 și 1933)
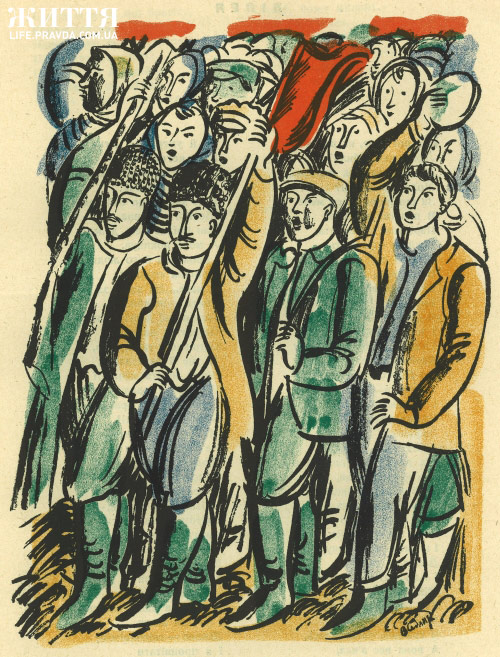
Ilustrație pentru editarea volumului Kobzar de Taras Șevcenko (între 1931 și 1933)